# ناحیه فولدن، شهرستان اوتر تیل، مینه سوتا
ناحیه فولدن (به انگلیسی: Folden Township) یک منطقهٔ مسکونی در ایالات متحده آمریکا است که در شهرستان اوتر تیل، مینه‌سوتا واقع شده‌است.
 ناحیه فولدن ۹۲٫۲ کیلومتر مربع مساحت و ۲۶۵ نفر جمعیت دارد و ۴۳۶ متر بالاتر از سطح دریا واقع شده‌است.